# 渋川警察署
渋川警察署（しぶかわけいさつしょ）は、群馬県警察が管轄する警察署の一つである。

## 所在地
- 群馬県渋川市行幸田351番地1

## 管轄区域
- 渋川市
- 北群馬郡榛東村、吉岡町

## 沿革
- 1966年 - 渋川市金井に旧庁舎建設。
- 2015年2月 - 旧庁舎の老朽化に伴い新たに建設が進められていた5階建ての新庁舎が完成。敷地内に伊勢崎警察署に続く県内の警察署2か所目の射撃場を併設。北毛地域の警察署員は従来、前橋市の群馬県警察学校まで射撃練習に行かなければならなかったが、今後は渋川警察署で行えるようになった。
- 2021年2月12日 - 吹屋交番を新設し北牧駐在所および上白井駐在所を廃止。

## 組織
- 警務課 - 警務係、警察安全相談係、犯罪被害者支援係
- 留置管理課 - 留置管理係
- 会計課 - 会計係
- 生活安全課 - 生活安全係
- 地域課 - 地域係
- 刑事課 - 総務係、刑事係、鑑識係
- 交通課 - 交通係
- 警備課 - 警備係

## 交番

### 渋川市
- 駅前交番（渋川市渋川1689-3）
- 有馬交番（渋川市有馬167-2）
- 伊香保町交番（渋川市伊香保町伊香保94番地2）
- 吹屋交番（渋川市吹屋660番地67）

### 吉岡町
- 吉岡町交番（北群馬郡吉岡町大字南下1390番地1）

## 駐在所

### 渋川市
- 川島駐在所（渋川市川島1566番地1）
- 小野上駐在所（渋川市村上3783-1）
- 津久田駐在所（渋川市赤城町津久田196-11）
- 三原田駐在所（渋川市赤城町上三原田847-4）
- 北橘駐在所（渋川市北橘町真壁1755-5）

### 榛東村
- 榛東駐在所（北群馬郡榛東村大字新井1737-1）

## 不祥事
- 2015年2月18日、吉岡町交番に勤務していた24歳の地域課巡査が、交番の管轄エリアで小学4年の女児を誘拐しようとしたとして未成年者誘拐未遂容疑で逮捕された[1]。容疑は1月15日午後4時10分頃、吉岡町の女児の自宅前に車を止めて待ち伏せし、私服で父親の知人を装って女児に声を掛け「パパが交通事故に遭って病院に運ばれた。すぐに来てくれないか」と嘘をつき車に乗せて連れ去ろうとした。不審に思った女児が拒んだため、車で走り去ったという。「かわいかったので仲良くなりたかった」と容疑を認めている。巡査の自宅から少女への性的描写を含む漫画や雑誌など合わせて十数冊が押収された[2][3]。